# Little Mr. Fixer
Little Mr. Fixer est un film muet américain réalisé par Frank Lloyd et sorti en 1915.

## Fiche technique
- Titre : Little Mr. Fixer
- Réalisation : Frank Lloyd
- Scénario : Frank Lloyd, d'après une nouvelle de M. de la Parelle
- Producteur : Carl Laemmle pour Universal Film Manufacturing Company
- Genre : Comédie
- Dates de sortie : 
  - États-Unis : 13 juin 1915

## Distribution
- Millard K. Wilson : George Merrill
- Olive Carey : Nell Fenwick
- Gordon Griffith : Billy
- Mina Cunard
- Marc Robbins